# Catatumbo
Catatumbo (španj. Río Catatumbo) je rijeka na sjeveru Južne Amerike, koja izvire u Kolumbiji, teče oko 338 km i ulijeva se u jezero Maracaibo u Venezueli.
Područje rijeke Catatumbo zajedno s područjem rijeke Escalante čini veliko proizvodno područje kakaa.

## Munje Catatumba
"Munje Catatumba" (španj. Relámpago del Catatumbo) je prirodni fenomen koji se javlja na području močvara na ušću rijeke Catatumbo u jezero Maracaibo, u kojem otprilike 10 sati tijekom oko 140 do 160 noći u godini sijevne oko 1,2 milijuna munja. Fenomen je vidljiv s udaljenosti od 400 km te su ga često koristili moreplovci u tom području i nazivali ga "Svjetionik Maracaibo".